# Campeonato Italiano de Rugby 1954-55
El Campeonato de Rugby de Italia de 1954-55 fue la vigésimo quinta edición de la primera división del rugby de Italia.

## Sistema de disputa
El torneo se disputó en formato liga en donde cada equipo enfrentaba a cada uno de sus rivales en condición de local y de visitante.
El equipo que al finalizar el campeonato se ubique en la primera posición se corona campeón del torneo.

## Desarrollo
- Tabla de posiciones:[1]

| Pos. | Equipo            | Encuentros | Encuentros | Encuentros | Encuentros | Tantos | Tantos | Tantos | Puntos |
| Pos. | Equipo            | PJ         | PG         | PE         | PP         | F      | C      | Dif    | Puntos |
| ---- | ----------------- | ---------- | ---------- | ---------- | ---------- | ------ | ------ | ------ | ------ |
| 1.º  | Rugby Parma       | 18         | 15         | 2          | 1          | 188    | 32     | +56    | 32     |
| 2.º  | Rovigo            | 18         | 12         | 6          | 0          | 171    | 70     | +101   | 28     |
| 3.º  | Petrarca Padova   | 18         | 11         | 2          | 5          | 179    | 73     | +106   | 24     |
| 4.º  | L'Aquila Rugby    | 18         | 8          | 4          | 6          | 79     | 113    | -34    | 20     |
| 5.º  | A.S. Rugby Milano | 18         | 8          | 3          | 7          | 94     | 103    | -9     | 19     |
| 6.º  | Amatori Milano    | 18         | 7          | 4          | 7          | 74     | 89     | -15    | 18     |
| 7.º  | Rugby Rho         | 18         | 3          | 6          | 9          | 75     | 119    | -44    | 12     |
| 8.º  | Treviso           | 18         | 4          | 2          | 12         | 72     | 139    | -67    | 10     |
| 9.º  | Rugby Roma        | 18         | 4          | 1          | 13         | 94     | 184    | -90    | 9      |
| 10.º | Rugby Brescia     | 18         | 1          | 4          | 13         | 44     | 148    | -144   | 6      |

|  | Campeón.  |
|  | Descenso. |

### Campeón
| Bandera de Italia   |
| Campeón Rugby Parma |
| Segundo título      |